# Смешанная сборная Португалии по кёрлингу
Смешанная сборная Португалии по кёрлингу — смешанная национальная сборная команда (составленная из двух мужчин и двух женщин), представляет Португалию на международных соревнованиях по кёрлингу. Управляющей организацией выступает Федерация зимних видов спорта Португалии (порт. Federacao de Desportos de Inverno de Portugal, англ. Portugese Winter Sports Federation).

## Статистика выступлений

### Чемпионаты мира
| Год       | Место          | Игры           | Победы         | Поражения      | Состав команды (в порядке: четвёртый, третий, второй, первый, запасной, тренер; скипы выделены)     |
| --------- | -------------- | -------------- | -------------- | -------------- | --------------------------------------------------------------------------------------------------- |
| 2015—2019 | не участвовали | не участвовали | не участвовали | не участвовали | не участвовали                                                                                      |
| 2022      | 25             | 8              | 2              | 6              | Bridget Ribau, Chris Ribau, Sabrina Ribau, Joe Ribau, тренеры: Fiona Grace Simpson, Даниэль Рафаэль |

(данные отсюда:)